# Lázaro Yánez
Lázaro Alejandro Yánez Martínez (San Sebastián, Comayagua, Honduras; 3 de agosto de 1989) es un futbolista hondureño- costarricense. Juega de defensa y su equipo actual es el Lobos UPNFM de la Liga Nacional de Honduras.

## Clubes
| Club        | País     | Año             |
| ----------- | -------- | --------------- |
| Hispano     | Honduras | 2010 - 2012     |
| Lobos UPNFM | Honduras | 2012 - Presente |

## Estadísticas
| Club                 | Temporada     | Liga  | Liga  | Copa Nacional | Copa Nacional | Copa Internacional | Copa Internacional | Total | Total |
| Club                 | Temporada     | Part. | Goles | Part.         | Goles         | Part.              | Goles              | Part. | Goles |
| -------------------- | ------------- | ----- | ----- | ------------- | ------------- | ------------------ | ------------------ | ----- | ----- |
| Hispano Honduras     | 2010/11       | 1     | 0     | -             | -             | -                  | -                  | 1     | 0     |
| Hispano Honduras     | Total         | 1     | 0     | 0             | 0             | 0                  | 0                  | 1     | 0     |
| Lobos UPNFM Honduras | 2017/18       | 36    | 1     | -             | -             | -                  | -                  | 36    | 1     |
| Lobos UPNFM Honduras | 2018/19       | 0     | 0     | -             | -             | -                  | -                  | 0     | 0     |
| Lobos UPNFM Honduras | Total         | 36    | 1     | 0             | 0             | 0                  | 0                  | 36    | 1     |
| Total carrera        | Total carrera | 37    | 1     | 0             | 0             | 0                  | 0                  | 37    | 1     |

## Palmarés

### Campeonatos nacionales
| Título               | Club        | País     | Año  |
| -------------------- | ----------- | -------- | ---- |
| Torneo Clausura (2ª) | Lobos UPNFM | Honduras | 2017 |